# ГТ ТЭЦ «Луч»
ГТ ТЭЦ «Луч» — предприятие энергетики, расположенное в городе Белгород, входящее в состав ПАО «Квадра». Установленная электрическая мощность станции составляет 60 МВт,
тепловая — 60 Гкал/ч. Численность сотрудников —38 человек.
Газотурбинная ТЭЦ «Луч» — первая газотурбинная теплоэлектроцентраль в Белгородской области и одна из первых среди теплофикационных установок средней мощности в России. Пуск станции состоялся 18 декабря 2005 года. ТЭЦ построена менее чем за год, работает в когенерационном цикле, который предполагает комбинированную выработку электроэнергии и тепла. Основным топливом является природный газ.
На ТЭЦ «Луч» действуют два энергоблока установленной электрической мощностью 30 МВт каждый, состоящие из газовой турбины, электрогенератора и котла-утилизатора водогрейного установленной тепловой мощностью 31,2 Гкал/час каждый.
В настоящее время ТЭЦ вместе с котельной «Южная» обеспечивает теплом часть микрорайона «Харьковская гора» Белгорода, обеспечивает на 9,7 % потребность города в тепловой энергии.

## Перечень основного оборудования
| Агрегат                        | Тип              | Изготовитель                            | Количество | Ввод в эксплуатацию | Основные характеристики | Основные характеристики | Источники   |
| Агрегат                        | Тип              | Изготовитель                            | Количество | Ввод в эксплуатацию | Параметр                | Значение                | Источники   |
| ------------------------------ | ---------------- | --------------------------------------- | ---------- | ------------------- | ----------------------- | ----------------------- | ----------- |
| Оборудование газотурбинной ТЭЦ |                  |                                         |            |                     |                         |                         |             |
| Газовая турбина                | LM2500+ DLE НSPT | General ElectricСША                     | 2          | 2005 г.             | Топливо                 | газ                     | [ 1 ] [ 2 ] |
| Газовая турбина                | LM2500+ DLE НSPT | General ElectricСША                     | 2          | 2005 г.             | Мощность (ISO)          | 30 МВт                  | [ 1 ] [ 2 ] |
| Газовая турбина                | LM2500+ DLE НSPT | General ElectricСША                     | 2          | 2005 г.             | tвыхлопа                | 499 °C                  | [ 1 ] [ 2 ] |
| Котёл-утилизатор               | КУВ-35,0/150     | Машиностроительный завод "ЗиО-Подольск" | 2          | 2005 г.             | Тепловая мощность       | 31,2 Гкал/ч             | [ 1 ] [ 3 ] |

## Адрес
308036, Белгородская обл., г. Белгород, ул. Щорса, д. 45 лит З.